# Distrikt Bambamarca (Hualgayoc)
Der Distrikt Bambamarca liegt in der Provinz Hualgayoc in der Region Cajamarca in Nordwest-Peru. Der Distrikt wurde am 24. August 1870 gegründet. Er besitzt eine Fläche von 453 km². Beim Zensus 2017 wurden 65.205 Einwohner gezählt. Im Jahr 1993 lag die Einwohnerzahl bei 54.389, im Jahr 2007 bei 69.411. Sitz der Distrikt- und Provinzverwaltung ist die  2532 m hoch gelegene Stadt Bambamarca mit 16.815 Einwohnern (Stand 2017). Bambamarca befindet sich 54 km nördlich der Regionshauptstadt Cajamarca.

## Geographische Lage
Der Distrikt Bambamarca liegt in der peruanischen Westkordillere im Nordwesten der Provinz Hualgayoc. Das Areal wird nach Norden über den Río Llaucano zum Río Silaco entwässert.
Der Distrikt Bambamarca grenzt im Süden an den Distrikt La Encañada (Provinz Cajamarca), im Westen an den Distrikt Hualgayoc, im Norden an die Distrikte Chota, Chalamarca und Paccha (alle drei in der Provinz Chota) sowie im Osten an die Distrikte Miguel Iglesias und Huasmín (beide in der Provinz Celendín).

## Ortschaften
Im Distrikt gibt es neben dem Hauptort folgende größere Ortschaften:
- Auque Bajo
- Chala
- Chalapampa Alto
- Chalapampa Bajo
- Chicolon
- Cumbe-Chontabamba
- El Enterador
- El Romero
- El Tambo
- Frutillo Bajo
- Hualanga
- Huilcate
- La Colpa
- La Llica
- Liclipampa
- Llaucan
- Lucmacucho
- Lucmacucho Llaucan
- Maygasbamba
- Miraflores Llaucan
- Pampa Grande
- Patahuasi
- Poro Poro
- Quillinshacucho
- San Antonio Bajo
- San Juan de Huangamarca
- San Juan de Lacamaca
- Sugamayo